# Proof (rapper)
DeShaun Dupree Holton bedre kendt som Proof (født 2. oktober 1973 i Detroit, Michigan, USA – død 11. april 2006, Detroit, Michigan, USA) var et af medlemmerne i hiphopkollektivet D12, hvor Eminem var frontfigur.
Proofs første kunsternavn var Maximum, hvilket han brugte i Junior High School. Proof var bedst kendt for at være Eminems bedste ven og pressechef, med navne som "Big Proof", "P", "Derty Harry" og "Oil Can Harry". Han var også Eminems forlover. Proof begyndte sin karriere i en freestyleturnering arrangeret af en hip hop-organisation i Detroit. Det var der han mødte og blev venner med flere medlemmer af det, der senere blev til D12.
Proofs største succes kom i 1995, da han vandt en konkurrence i freestylerap, der blev arrangeret af et af de største hiphopmagasiner, The Source. Proof mødte Eminem på Junior High. Han anbefalede Eminem at være med i sin rapkonkurrence. I 2000 turnerede Proof sammen med Eminem, Dr. Dre, Ice Cube, Xzibit og Snoop Dogg i Up In Smoke Tour, som en hype man rapper for Eminem. Han optrådte også i filmen 8 Mile sammen med Eminem og Xzibit. Selv om personen Future i filmen, var baseret på ham, blev denne spillet af Mekhi Phifer, mens Proof selv spillede Lil' Tic, en freestylerapper, der slår hovedpersonen med sit battlevers.
Den 11. april 2006 blev Proof dræbt af et pistolskud i hovedet på CCC Club af dørmanden Mario Etheridge i Detroit, efter at have skuddræbt militærveteranen Keith Bender, Jr.

## Filmografi
- Age Ain't Nothing but a Number (musikvideo, 1992), statist
- 8 Mile (2002), Lil Tic
- The Longest Yard (2005), Basketball Convict

## Diskografi
- Fuckin’ Backstabber/Soul Intent (1995)
- I Miss the Hip Hop Shop (2004)
- DJ Salam Wreck Presents: Proof - Grown Man Shit (2005)
- Searching for Jerry Garcia (2005)